# Direito da União Europeia

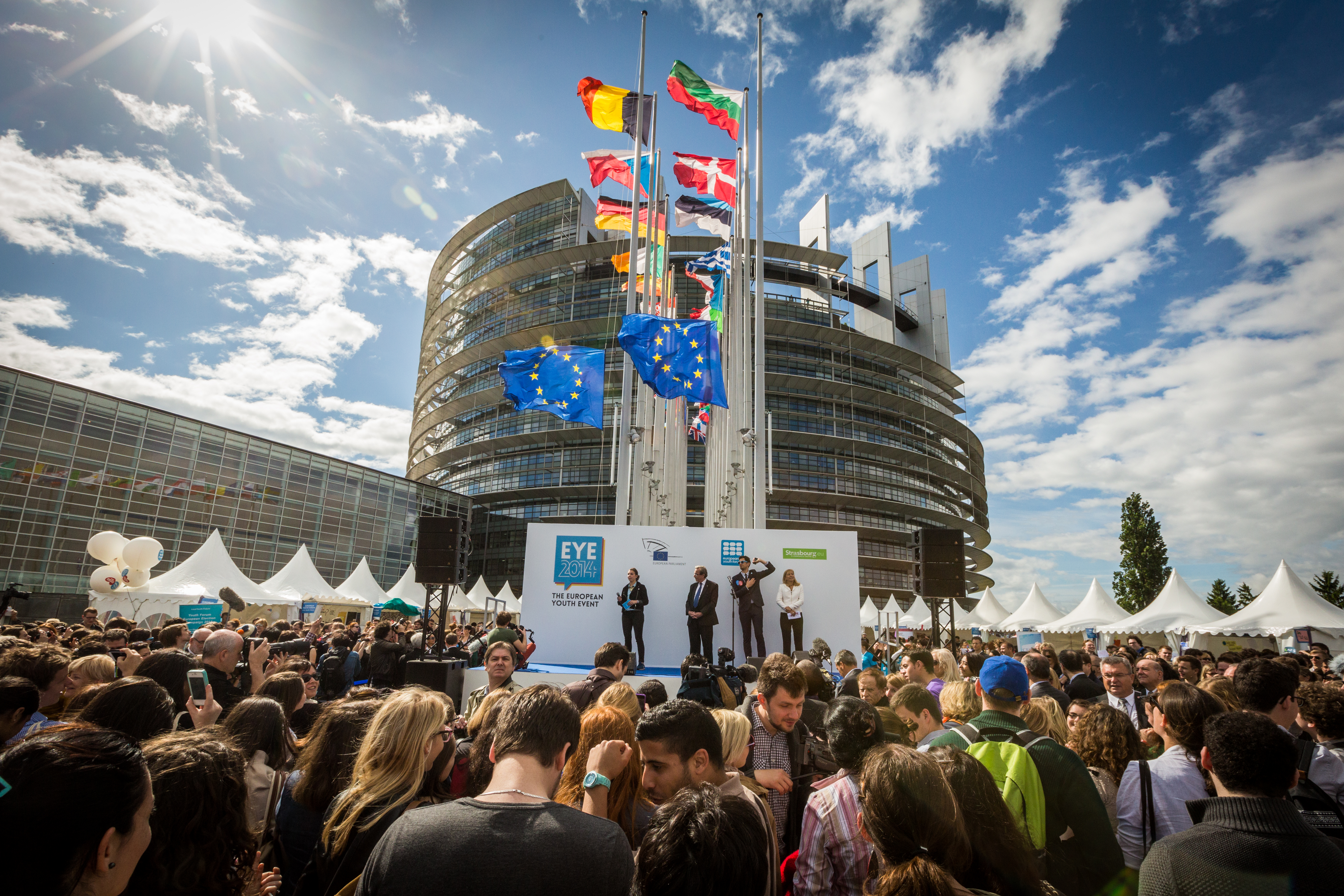
A UE tem uma população de 446 milhões de pessoas, a segunda maior economia combinada do mundo e uma taxa muito elevada de desenvolvimento humano. Vencedora do Prêmio Nobel da Paz de 2012, a UE está comprometida com “ a dignidade humana, a liberdade, a democracia, a igualdade, o Estado de direito e o respeito pelos direitos humanos”.

As leis da União Europeia (Direito da União Europeia) são um sistema de regras que opera nos estados membros da União Europeia (UE). Desde a fundação da Comunidade Europeia do Carvão e do Aço após a Segunda Guerra Mundial, a UE desenvolveu o objetivo de "promover a paz, seus valores e o bem-estar de seus povos". A UE tem instituições políticas, políticas sociais e econômicas, que transcendem os Estados-nação para fins de cooperação e desenvolvimento humano. De acordo com o seu Tribunal de Justiça, a UE representa "uma nova ordem jurídica de direito internacional".
Os fundamentos jurídicos da UE são o Tratado da União Europeia e o Tratado sobre o Funcionamento da União Europeia, atualmente acordados por unanimidade pelos governos de 27 Estados-Membros. Novos membros podem ingressar se concordarem em seguir as regras do sindicato, e os estados existentes podem sair de acordo com seus "próprios requisitos constitucionais". Os cidadãos têm o direito de participar por meio do Parlamento e de seus respectivos governos por meio do Conselho na formulação da legislação que a UE faz. A Comissão tem o direito de propor novas leis (o direito de iniciativa), o Conselho da União Europeia representa os governos dos estados membros eleitos, o Parlamento é eleito pelos cidadãos europeus e o Tribunal de Justiça destina-se a defender o estado de direito e os direitos humanos. Como afirmou o Tribunal de Justiça, a UE "não é apenas uma união económica", mas destina-se a "garantir o progresso social e procurar a melhoria constante das condições de vida e de trabalho dos seus povos".